# 252
Évszázadok: 2. század – 3. század – 4. század
Évtizedek: 200-as évek – 210-es évek – 220-as évek – 230-as évek – 240-es évek – 250-es évek – 260-as évek – 270-es évek – 280-as évek – 290-es évek – 300-as évek
Évek: 247 – 248 – 249 – 250 –  251 – 252 – 253 – 254 – 255 – 256 – 257

## Események
- Trebonianus Gallus császárt és fiát, Volusianust választják consulnak.
- Észak-Afrikában Valerianus újraalapítja a 15 évvel korábban feloszlatott Legio III Augustát, hogy véderőt alkothasson a berber törzsek koalíciójával szemben.
- Carthagói Cyprianus leírja az utóbb róla elnevezett járványt, amely már az egész birodalomban tombol. Rómában naponta 5 ezren halnak bele a betegségbe.
- Meghal a római klienskirályság Örményország uralkodója, II. Tiridatész, aki hosszú éveken át sikerrel állt ellen a perzsa támadásoknak. Utóda fia, II. Khoszroész.
- I. Sápur szászánida király megtámadja és megszállja Örményországot, majd vazallus királyt, IV. Artavazdészt ültet a trónjára.

### Kína
- Meggyilkolják Pan császárnét, Vu császárának, a 70 éves Szun Csüannak a feleségét. A gyilkos kiléte nem derül ki, egyes feltételezések szerint az általa terrorizált szolgái fojtották meg, mások az udvaroncokat gyanúsítják, akik féltek, hogy a császár halála után régens lesz belőle.
- Meghal Szun Csüan. Utóda 9 éves fia, Szun Liang, aki mellé a tehetséges, de arrogáns Csu-ko Ko hadvezért és Szun Csünt választják régensnek.
- Az év végén a szomszédos Vej állam régense, Sze-ma Si támadást intéz Vu ellen, megpróbálva kihasználni az uralkodóváltás körüli zűrzavart.

## Halálozások
- Szun Csüan, Vu császára
- II. Tiridatész örmény király

## Fordítás
- Ez a szócikk részben vagy egészben  a(z)   252 című német Wikipédia-szócikk ezen változatának fordításán alapul.  Az eredeti cikk szerkesztőit annak laptörténete sorolja fel. Ez a jelzés csupán a megfogalmazás eredetét és a szerzői jogokat jelzi, nem szolgál a cikkben szereplő információk forrásmegjelöléseként.